# Guiwu (köpinghuvudort i Kina, Jiangsu Sheng, lat 32,87, long 118,51)
Guiwu (kinesiska: 桂五, 桂五镇) är en köpinghuvudort i Kina. Den ligger i provinsen Jiangsu, i den östra delen av landet, omkring 93 kilometer norr om provinshuvudstaden Nanjing. Antalet invånare är 27 572. Befolkningen består av 13 632 kvinnor och 13 940 män. Barn under 15 år utgör 17,0 %, vuxna 15-64 år 70 %, och äldre över 65 år 12,0 %.
Runt Guiwu är det tätbefolkat, med 276 invånare per kvadratkilometer. Guiwu är det största samhället i trakten. Trakten runt Guiwu består till största delen av jordbruksmark.
Genomsnittlig årsnederbörd är 1 199 millimeter. Den regnigaste månaden är juli, med i genomsnitt 271 mm nederbörd, och den torraste är december, med 26 mm nederbörd.